# Al oeste de Río Grande
Al oeste de Río Grande es un western español dirigido por José María Zabalza y estrenado en el año 1983.

## Argumento
En el desorden social del llamado Oeste Americano surgen una serie de figuras que intentan mantener un cierto imperio de la Ley mediante el recurso de juzgar y ejecutar a todo aquel que les parezca un malhechor.